# Абужакынова, Абиба Рахмоналиевна
Абиба Абужакынова Рахманалиевна (каз. Әбиба Рахманәліқызы Әбужақынова; род. 4 июля 1997) — Казахстанская дзюдоистка, обладательница 3-го дана (IJF), выступающая в весовой категории до 48 кг. Серебряный призёр чемпионата мира 2025 года, двукратный бронзовый призёр чемпионатов мира 2022 и 2024 годов, серебряный призёр чемпионатов Азии 2021 и 2022 годов.

## Биография
Абиба Абужакынова родилась 4 июля 1997 года в Узбекистане. Происходит из рода канлы.  В дзюдо с 11-летнего возраста. Жила и тренировалась в Ташкенте. В одиночку переехала в Алматы, поступила в республиканский колледж спорта, параллельно выступая на различных республиканских и мировых турнирах.

## Карьера
В 2021 году на чемпионате Азии в Бишкеке завоевала серебряную медаль, уступив в финале спортсменке из Китая Ли Янань.
В 2022 году на континентальном чемпионате в Нур-Султане, Абиба вновь завоевала серебро, на сей раз проиграв схватку в финале спортсменке из Японии Вакане Кога.
На чемпионате мира 2022 года, который состоялся в Ташкенте, Казахстанская спортсменка завоевала бронзовую медаль.
В 2023 году на турнире из серии Гран-при в Португалии стала победителем — первая представительница из Казахстана по дзюдо, которая смогла выиграть столь престижный турнир.
Весной 2024 года на предолимпийском чемпионате мира, который состоялся в Объединённых Арабских Эмиратах, Абиба завоевала бронзовую медаль, в поединке за третье место она победила спортсменку из Турции Туксе Бедер.
В июне 2025 года на чемпионате мира в Будапеште в весовой категории до 48 кг завоевала серебряную медаль. В схватке за титул уступила сопернице из Италии Ассунте Скутто.